# Wilhelm Mahlow
Wilhelm Mahlow (* 18. Januar 1914 in Berlin; † 9. Februar 1999 in Berlin) war ein deutscher Ruderer, der bei den Olympischen Sommerspielen 1936 eine Bronzemedaille mit dem Achter gewann.
Wilhelm Mahlow ruderte für die Rudergesellschaft Wiking Berlin. Bei der Deutschen Meisterschaft 1936 in Berlin siegte der Achter von Wiking Berlin vor zwei Achtern, die als vereinsübergreifende Rudergemeinschaften für die Olympischen Spiele gebildet worden waren. Damit qualifizierte sich der Achter von Wiking Berlin für die olympische Regatta, die wie die Deutsche Meisterschaft auf der Regattastrecke Berlin-Grünau ausgetragen wurde. Das Boot in der Besetzung Alfred Rieck, Helmut Radach, Hans Kuschke, Heinz Kaufmann, Gerd Völs, Werner Loeckle, Hans-Joachim Hannemann und Herbert Schmidt mit Mahlow als Steuermann belegte bei der olympischen Regatta im dritten Vorlauf den zweiten Platz hinter dem Boot aus der Schweiz, konnte sich aber als Sieger des ersten Zwischenlaufs für das Finale qualifizieren. Im Endlauf erreichten die ersten drei Boote innerhalb einer Sekunde das Ziel, es gewann das Boot aus den Vereinigten Staaten vor den Italienern und den Deutschen.
1937 wechselten Kaufmann und Mahlow in den Vierer mit Steuermann, gemeinsam mit Willy Ewert, Erich Knorr und Walter Kaps siegten sie bei der Deutschen Meisterschaft und bei der Europameisterschaft in Amsterdam. 1941 gewann Mahlow mit dem Achter des Berliner Ruder-Clubs einen weiteren Deutschen Meistertitel.
Bei der Deutschen Meisterschaft 1947 holte er, für einen Hamburger Verein rudernd, die Bronzemedaille im Achter.